# Friedrich A. Bäßler
Friedrich August Bäßler, auch Bässler, (* 13. Dezember 1884 in Leipzig; † 28. August 1956 in Radebeul) war ein deutscher Lehrer, Botaniker und Ornithologe.

## Leben
Der Sohn eines Prokuristen absolvierte ein Studium der Mathematik und der Naturwissenschaften mit dem Schwerpunkt Zoologie und Botanik an der Universität Leipzig, seine Promotion 1909 erfolgte mit einem experimentellen Thema aus der Botanik. Während des Studiums schloss er sich der Wandervogelbewegung an, zudem kam er mit dem dialektischen Materialismus von Karl Marx in Verbindung. 1905 legte er das Turnlehrerexamen ab.
Nach seinem Staatsexamen wurde Bäßler 1910 Lehrer an der Dresdner Dreikönigschule. Zwei Jahre später heiratete er; seine Ehefrau Else stammte ebenfalls aus Leipzig. 1914 zum Kriegsdienst an der Westfront eingezogen, wurde er an der Somme verschüttet. Während der langen Lazarettbehandlung danach wandelte sich Bäßler zum Pazifisten. Der SPD trat er bei, da ihm die Marxisten zu extrem waren.
Wegen dieser Mitgliedschaft in der SPD wurde er 1933 aus dem Schuldienst entlassen. Der Verlust des Berufes wurde begleitet von dem Verbot für seine beiden Kinder zu studieren. Ab 1935 arbeitete er als wissenschaftlicher Mitarbeiter und Redakteur in der Pharmaziefirma Dr. Madaus & Co. in Radebeul, sein Schwerpunkt war dort die Arzneipflanzenzucht und -forschung. Die Familie Bäßler verlor bei den Luftangriffen auf Dresden am 13. Februar 1945 ihre Wohnung.
Nach 1945 wurde Bäßler Direktor an der Städtischen Oberschule in Radebeul. Bis 1950 hatte er auch die Leitung der Radebeuler Volkshochschule inne. Als SPD-Mitglied wurde Bäßler durch die Zwangsvereinigung von SPD und KPD zum SED-Mitglied. Er blieb jedoch nach seinen Erfahrungen mit fanatischen Parteimitgliedern in der Zeit des Nationalsozialismus auch gegenüber solchen mit sozialistischem Parteibuch distanziert. Der zunehmenden Stalinisierung setzte er die Gedanken an eine fachlich gut ausgebildete Jugend mit demokratischen Tugenden gegenüber. Seine Weigerung, eine Gedenktafel im Schulgebäude für im Ersten Weltkrieg gefallene Schüler zu entfernen, brachte ihn in Opposition zur Parteiführung. Eine Strafarbeit für die Tochter eines Parteifunktionärs brachte ihm die Absetzung als Schuldirektor ein. Gedanklich trennte er sich dann von der SED wegen des Volksaufstandes am 17. Juni 1953. Bäßler, der über seinen Pensionstermin 1949 hinaus Lehrer geblieben war, da viele Fachlehrer in die Bundesrepublik Deutschland flüchteten und damit Mangel an Lehrern herrschte, musste 1953 aus der Direktorenwohnung der Schule ausziehen. Er wohnte in der Folgezeit in der heute denkmalgeschützten Mietvilla in der Einsteinstraße 12.
Nebenberuflich beschäftigte sich der promovierte Lehrer mit der Ornithologie und mit Heilpflanzen. Er hielt regen Kontakt sowohl mit dem Direktor des Berliner Zoos wie auch mit verschiedenen deutschen Vogelwarten. Nach 1945 baute Bäßler in Radebeul die Fachgruppe Ornithologie des Kulturbunds auf, die in seiner Schule unterkam und auch Dresdner Mitglieder hatte. Artikel zu ornithologischen Themen sowie zu Heilpflanzen veröffentlichte er neben der örtlichen Vorschau auch in der Urania. Seine Erfahrungen mit Heilpflanzen fasste er 1953 in dem Werk Heilpflanzen, erkannt und angewandt zusammen, das 1966 in der fünften Auflage sowohl in der DDR im Neumann Verlag als auch in der Bundesrepublik Deutschland im Verlag J. Neumann-Neudamm veröffentlicht wurde.
Am 28. August 1956 wurde Bäßler auf seinem Fahrrad auf der Stalinstraße (heute Meißner Straße) von hinten von einem Lkw der sowjetischen Besatzungstruppen überfahren. Er wurde noch in das Radebeuler Krankenhaus gebracht, erlag jedoch am selben Tag seinen schweren Verletzungen. In seinem Nachruf durfte das Ereignis nur als „tragisches Geschick“ erwähnt werden. Seine letzte Ruhe fand Bäßler auf dem Dresdner Heidefriedhof, sein Grab wurde in seinem Sinne naturnah gestaltet.

## Schriften
- Ins Trappengebiet. In: Mitteilungen des Landesvereins Sächsischer Heimatschutz e.V. Landesverein Sächsischer Heimatschutz, Bd. 13, Dresden 1924, S. 416–419. ISSN 0941-1151.
- Zur Schulreform: Biologie u. Chemie in d. Denkschrift d. Sächs. Volksbildungsministeriums. In: Unterrichtsblätter für Mathematik und Naturwissenschaften. Salle, Bd. 33, Frankfurt am Main 1927, S. 113–117.
- Der Zug der Lachmöve und die Ergebnisse sächsischer Beringungen. In: Sitzungsberichte und Abhandlungen der Naturwissenschaftlichen Gesellschaft Isis Dresden e.V. ISIS, Dresden 1930, S. 46–66. ISSN 0941-4673.
- Heilpflanzen in der Lößnitz. In: Die Vorschau. Radebeul 1956, Heft 5, S. 6–7.
- Heilpflanzen, erkannt und angewandt. 5. Aufl., Neumann, Radebeul 1966.
- Heilpflanzen, erkannt und angewandt. 5. Aufl., Neumann-Neudamm, Melsungen 1966.